# Araneus seminiger
Araneus seminiger es una especie de araña del género Araneus, tribu Araneini, familia Araneidae. Fue descrita científicamente por L. Koch en 1878.
Se distribuye por Japón, China y Corea. La especie se mantiene activa entre abril y agosto.